# Call Off the Search
Call Off the Search ist das Debütalbum der georgisch-britischen Sängerin Katie Melua.
Musikalisch ordnet sich das von Mike Batt produzierte Album zwischen leichtem „Bar-Jazz“ und Blues gemischt mit Folkeinflüssen ein. Auffällig sind besonders die klassischen Elemente, die Batt durch den Einsatz des Irish Film Orchestra erreicht. Melua erreichte mit ihrem Debütalbum Platz 1 der britischen Charts und wenig später den Durchbruch auf den größten Musikmärkten im restlichen Europa, vor allem in Deutschland und Frankreich. In den Vereinigten Staaten erhielt sie Lob von der Kritik, jedoch blieb ebenda der große kommerzielle Erfolg aus. Allein in Großbritannien verkaufte sich das Album hingegen mehr als 1,8 Millionen Mal. In Deutschland erhielt Melua bei der Echo-Verleihung 2005 als bester Newcomer international einen der wichtigsten Nachwuchspreise.

## Geschichte

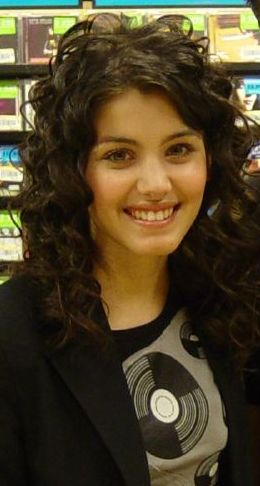
Katie Melua während der Promotion zu Call Off the Search (2004)

Meluas Debütalbum erschien im Vereinigten Königreich am 3. November 2003, kurz nachdem sie die Brit School for Performing Arts mit Auszeichnung abgeschlossen hatte. Produziert wurde es von Mike Batt, der Melua beim Vorsingen für eine Jazzband für sein Label Dramatico entdeckte. Sie sang dabei ihre Eigenkomposition Faraway Voice.
Bereits im Sommer 2003 veröffentlichte Melua die Single The Closest Thing to Crazy, die bis auf Platz 10 der britischen Charts stieg. Melua und Batt verfolgten dabei eine schon bei der Eva-Cassidy-Interpretation des Evergreens Over the Rainbow erfolgreiche Strategie. BBC-Radiomoderator Terry Wogan erklärte sich – angetan von Meluas Stimme – dazu bereit, den Titel den Sommer über in sein Programm aufzunehmen. Weitere Moderatoren folgten daraufhin seinem Beispiel.
Das im Herbst folgende Album Call Off the Search stieg kurz nach der Veröffentlichung in die britischen Charts ein und erreichte nach einem Wiedereintritt im Januar 2004 zum ersten Mal Platz 1, insgesamt erhielt das Album sechs Mal Platin. Im April 2004 wurde es auch in Deutschland veröffentlicht und erreichte dort Platz 8 der Charts, in der Schweiz kam es auf Platz 29. Bei der Veröffentlichung des außerhalb Großbritanniens nicht weniger erfolgreichen Nachfolgealbums Piece by Piece Ende 2005 wurde das Album in einigen Ländern (beispielsweise Deutschland) noch immer in den Charts geführt.
Aus der Sicht einiger Kritiker hat das Album – gewollt oder ungewollt –  besonders von der zum Zeitpunkt der Veröffentlichung vorherrschenden Popularität von Künstlern wie Jamie Cullum und Norah Jones profitiert, wobei letztere bereits im Februar 2002 ihr Debütalbum Come Away with Me veröffentlicht hatte. Melua erklärte ihren Erfolg damit, dass die Leute etwas anderes wollten als die damals aktuelle Musik, „etwas mit Melodien und interessanten Texten von Künstlern, die Musiker sind.“ In einem Interview mit dem Musikmagazin Rolling Stone äußerte sie sich über den Vorwurf, die Veröffentlichung ihres Albums sei nur eine Folge von Jones’ Erfolg, wie folgt:

„Als wir die Platte begannen, war Norah Jones noch kein Thema, erst gegen Ende der Produktion, als alle Major-Labels abgesagt und wir uns für ein kleines Independent-Label entschieden hatten, begannen sich die Türen zu öffnen.“

Des Weiteren kam der Verdacht auf, Meluas Erfolg sei nur ihrem Produzenten und Manager zu verdanken; so behauptete ihre Kollegin Amy Winehouse in einem Interview:

„Ich bin eine Songwriterin, aber sie [Melua] lässt sich ihre Songs schreiben […] Sie muss denken, es ist ihr verdammter Glückstag […] Es ist nicht so, dass sie wie Jamie [Cullum] alte Lieder singt, sie singt scheiß neue Songs, die ihr Manager [Batt] für sie schreibt.“

De facto stammen die beiden Songs Belfast (Penguins and Cats) und Faraway Voice von Melua selbst, wohingegen es sich bei vier Stücken um Coverversionen von Liedern aus den 1950er und 60er Jahren handelt.
In den Rezensionen zu Call Off the Search wurde Melua häufig mit Norah Jones verglichen, schon wegen ihrer äußerlichen und musikalischen Ähnlichkeiten. Beide Künstlerinnen bedienen ein ähnliches mädchenhaft unschuldiges Klischee innerhalb eines von Jazz und Blues dominierten Stils. Sie sprechen somit eine ähnliche  – vorwiegend männliche –  Käuferschicht jenseits der 30 an, die eher dem Format des Adult Contemporary zuspricht als der gängigen Popmusik.

## Musik
Die meisten Albumtitel sind stark von Jazz und Blues beeinflusste langsame Balladen.

### Instrumentierung
Die Songs sind hauptsächlich, zumindest im Anfangsteil, mit akustischen Instrumenten (Klavier, Kontrabass und Gitarre) instrumentiert. Im weiteren Verlauf der Lieder wird häufig ein „Klangteppich“ aus Streichern und Holzblasinstrumenten darüber gelegt. Im Refrain von The Closest Thing to Crazy gesellt sich zur anfänglichen Besetzung mit akustischer Gitarre, Klavier und Bass im Refrain eine ganze Streichergruppe. Noch ausgeprägter ist dies im mit Streichern, Hörnern und Holzbläsern fast schon „klassisch“ instrumentierten James-Alan-Shelton-Titel Lilac Wine.

(Hörbeispiel: Herunterladen, Informationen) Melodie und Harmonien des Refrains von Closest Thing to Crazy

### Jazz
Titel wie der von Delores J. Silver stammende und von Weltstars wie Frank Sinatra, Ella Fitzgerald und Cab Calloway eingespielte Learnin’ the Blues oder Call Off the Search verwenden dezente Pianobegleitung und ruhiges Schlagzeugspiel mittels Besen, wie sie für „Barmusik“ üblich sind.
Bei Learnin’ the Blues ( Hörbeispiel: Herunterladen, Informationen) macht nicht allein der Stil der Begleitung, sondern auch die Harmonik (Am9 – D7 – Gmaj7 – Fdim – Am7 – D7 – G – Eb) mit der Bevorzugung von großen Septakkorden, Nonenakkorden, dem verminderten Akkord und der Rückung von G-Dur zu Es-Dur (mit einem H als ausgehaltenem Melodieton) den Jazzbezug klar.
Improvisierte Soli beschränken sich auf den Jazzstil der 1940er und 50er Jahre und sind nicht länger als 20 Sekunden.

### Blues
Auf dem von dem britischen Bluesmusiker John Mayall stammenden, etwas schnelleren Titel Crawling up a Hill unterlegt die Rhythmusgruppe die folgende swingende – an Titel von Ray Charles erinnernde – Basis mit einer 32stel-Figur auf dem zweiten Achtel:

(Hörbeispiel: Herunterladen, Informationen) Snare Drum und Cabasa (ohne Bass Drum und Tomtoms) aus Crawling up a Hill

Titel wie My Aphrodisiac Is You oder Mocking Bird lassen ihre Vorbilder aus dem Blues deutlich hörbar werden. My Aphrodisiac Is You verwendet als Einleitung folgende im Blueskontext oft verwendete Klavierfloskel.

(Hörbeispiel: Herunterladen, Informationen) Weit verbreitete Bluesbegleitung auf dem Klavier aus Katie Meluas Titel My Aphrodisiac Is You

Die Einleitung des auf dem traditionellen US-amerikanischen Schlaflied Hush Little Baby basierenden Titels Mocking Bird ( Hörbeispiel: Herunterladen, Informationen) erinnert an Aufnahmen von John Lee Hooker oder Blind Willie Walker. Dabei klingt Meluas einen großen Tonumfang in der Höhe abdeckende Sopranstimme selbst im Jazz- und Blueskontext relativ „sauber“ und wirkt in Titeln wie Lilac Wine oder Faraway Voice aus Sicht der Intonation eher klassisch. Noch deutlicher wird der Blueseinfluss bei der Liveaufnahme des Lieds im Film On Stage & Backstage, nicht zuletzt wegen des deutlich verzerrteren Gitarrenspiels von Jim Cregan und des härteren Schlagzeugspiels von Henry Spinetti.

### Rockmusik
Der von Randy Newman geschriebene und vorher von Nina Simone, Joe Cocker, UB40 und Bette Midler aufgenommene Titel I Think It’s Going to Rain Today bewegt sich stilistisch im Bereich von Rockballaden eines Billy Joel oder Elton John. Das folgende Beispiel mit seinen vollgriffigen Akkorden in der Klavierbegleitung zeigt dies deutlich.

(Hörbeispiel: Herunterladen, Informationen, Volles Notenbeispiel) Klavier und Gesangsstimme aus I Think It’s Going to Rain Today

### Folkmusik
Der Song Belfast bezieht seinen Reiz nicht aus einem „überproduzierten“ Arrangement, sondern aus einem einfachen, von jedem Anfänger nachspielbaren Gitarrenpicking-Muster und Meluas Stimme. Sehr viel deutlicher wird der Folkeinfluss noch in der Dokumentation On Stage & Backstage, in der Melua den Titel nur von sich selbst an der Gitarre begleitet im näselnden Gesangsstil von Bob Dylan zum Besten gibt. Stilistisch ähnlich konstruiert, dabei aber gesanglich virtuoser gestaltet ist Faraway Voice ( Hörbeispiel: Herunterladen, Informationen).

(Hörbeispiel: Herunterladen, Informationen, Volles Notenbeispiel) Gitarre und Gesang der Strophe von Belfast

### Besetzung
Bei der Besetzung für Call Off the Search griff Produzent Batt großteils auf ältere, sehr erfahrene Musiker zurück. Zu erwähnen sind dabei neben Batt (* 1950) am Piano die Gitarristen Jim Cregan (* 1946) und Chris Spedding (* 1944), Schlagzeuger Henry Spinetti (* 1951) sowie Bassist Tim Harris. Alle haben neben ihrer Arbeit als Studiomusiker für diverse Rock- und Popgrößen auch – teils als Mitglieder bekannter Bands – eigene Alben veröffentlicht. Spedding war Mitglied von Family Dogg und arbeitete unter anderem bereits für Elton John, Tom Waits und Roxy Music. Cregan war Mitglied von Family und Cockney Rebel und spielte als Begleitmusiker für Rod Stewart und Cat Stevens. Spinetti spielte in der Band The Herd neben Andy Bown (heute Mitglied von Status Quo) und war Mitglied der Studiobesetzungen für Eric Clapton, Roger Daltrey und Procol Harum.
In einem Interview in On Stage & Backstage äußert sich Melua mehrfach mit Hochachtung vor diesen Musikern. Die Verbundenheit mit ihnen zeigt sich zudem darin, dass sie auch für die Produktion des zweiten Albums Piece by Piece verpflichtet wurden. Des Weiteren waren sie bis auf Spedding auch Mitglieder der Liveband bei der Tour zu Call Off the Search, Batt bezeichnet dieses Trio auch gerne als die „three old farts“.
Die Band wurde bei einigen Titeln von den Musikern des Irish Film Orchestra unter der Leitung von Alan Smale unterstützt. Dabei sind insbesondere Holz- und Blechbläser zu nennen, die manchen Titeln einen Big-Band-Sound verleihen. Zudem wird die melancholische Stimmung einiger Balladen durch die Untermalung mit Streichinstrumenten verstärkt.

## Texte
Die Texte bewegen sich inhaltlich und von der lyrischen Gestaltung her im einfachen, bei populärer Musik üblichen Rahmen. Dabei werden verbreitet Reimformen wie der Paarreim („word – mockingbird – sing – ring“ im Titel Mockingbird, „night – light – delight“ in Lilac Wine), der Kreuzreim („halt – moon – fault – soon“ beim Song Blame It on the Moon), der Umarmende Reim („Hong Kong – hubble-bubble – double – long“ in My Aphrodisiac Is You) neben freien Formen (Belfast) angewandt.

### Liebeslieder
Die meisten Lieder handeln von der Euphorie, den „Irrungen und Wirrungen“ und Enttäuschungen der Liebe, wie in The Closest Thing to Crazy:

„Das ist das verrückteste Gefühl, das ich je verspürte. Ich fühle mich wie zweiundzwanzig, aber ich benehme mich wie siebzehn. So nah am Verrücktwerden bin ich noch nie gewesen.“

In Lilac Wine wird die Liebe mit der Verlockung und berauschenden Wirkung von Wein verglichen:

„Fliederwein ist süß und süffig wie meine Liebe. Fliederwein, ich fühle mich unsicher wie meine Liebe.“

Der Titel Call Off the Search feiert Liebe und Zweierbeziehung als Erlösung und neue Sicht auf das Leben, während Blame It on the Moon einen Verlust von Kraft und Wohlbefinden als Folge der Verliebtheit feststellt:

„Ganz allein hätte ich niemals die Welt kennengelernt, die ich jetzt sehen kann. Und ich fühle deutlich; sie wird auch nicht verblassen.“

„Ich sage, der Mond hat schuld. Ich wollte mich eigentlich nicht so schnell verlieben. Ich fühlte mich wohl, fühlte mich stark.“

In sexuell deutlicherer Sprache, gepaart mit einem guten Stück Ironie, wird dies zum Beispiel beim Lied Mockingbird Song …

„Wenn der Mann und ich dann verheiratet sind, werde ich ihn im Bett schön warm halten. Und wenn der Mann nicht länger heiß ist, werde ich ihm einen Wodka bringen. Und wenn ihn die Spirituosen wieder fit gemacht haben, dann werde ich die ganze Nacht bei ihm bleiben.“

… sowie auf My Aphrodisiac Is You thematisiert. Der Titel steht dabei mit seinem eindeutig erotisch, sexuell orientierten Text im Widerspruch zu Meluas eher unschuldigem Auftreten:

„Nun gut, ich könnte Nashornpulver schnupfen oder in Gummiwäsche ins Bett gehen. Aber ich brauche keine Stimulation, Tränke, Salben oder Einreibemittel.“

### Der Blues
Stereotypen des Blues werden in I Think It’s Going to Rain Today beschworen:

„Zerbrochene Fenster und leere Gänge, ein bleicher, toter Mond in einem Himmel in Grau.“

Learnin’ the Blues definiert Einsamkeit und Verlusterfahrung in adäquatem musikalischem Gewand als Grundlage des Blues:

„Die Zigaretten, die du anzündest – eine nach der Anderen – helfen Dir nicht ihn zu vergessen – wenn du deinen Geliebten verlierst. Du verbrennst nur eine Fackel, die du nicht verlieren kannst. – Aber du bist auf dem richtigen Weg – den Blues zu erlernen.“

Das Klischee des hart arbeitenden Menschen, der seine berufliche Sicherheit für die Musik riskiert, verwendet Crawling up a Hill:

„Eines Tages höre ich einfach auf, um herauszufinden, wie ich meinen Job ohne Zweifel beenden kann, um den Blues zu singen, den ich so gut kenne.“

### Persönliches
Die beiden von Folkmusik beeinflussten Titel Belfast (Penguins and Cats) und Faraway Voice wenden sich anderen Themen zu. Die von Melua selbst geschriebenen Titel haben einen starken Bezug zu ihrer Kindheit und Jugend. Belfast (Penguins and Cats) bezieht sich inhaltlich auf Meluas Kindheit in Nordirlands Hauptstadt Belfast, die sie als angenehm empfand. Der Zusatz bezieht sich auf den Kampf Nordirlands um die Unabhängigkeit vom Vereinigten Königreich, der sich im Kampf zwischen Katholiken (Cats von engl. Catholics, bedeutet wörtlich übersetzt aber auch Katzen) und Protestanten, die wegen ihrer Kleidung an Pinguine (engl. Penguins) erinnern, widerspiegelt:

„Die Zeichnungen an der Mauer der Unabhängigkeit sind farbenfroh, aber keine von Matisse. Und ich bin hin- und hergerissen zwischen Penguins und Cats. Doch das sind nicht die Tiere, an die Ihr denkt. Es geht darum, nicht fliegen zu können. Es geht darum, neunmal sterben zu können.“

Faraway Voice ist Meluas großem Vorbild, der 1996 verstorbenen Kollegin Eva Cassidy gewidmet, deren Musik erst fünf Jahre nach ihrem Tod erfolgreich war.

„Entfernte Stimme; wir können Deine Stimme hören. Wie ist es, gehört zu werden? Aber keine Antwort von dir. Bist du jenseits dieser Hügel?“

## Special Bonus Edition
Die am 25. Oktober 2004 erschienene Special Bonus Edition zum Album, die bis Weihnachten 2004 vertrieben wurde, enthält neben der zur ursprünglichen Veröffentlichung identischen CD eine etwa 70-minütige DVD. Darauf befindet sich neben den Videos zu The Closest Thing to Crazy, Call Off the Search (mit dem entsprechenden Making-of-Film) und Crawling up a Hill der Film On Stage & Backstage. Er zeigt Melua während des letzten Konzerts ihrer UK-Tour in den Fairfield Halls in Croydon. Diese Aufnahmen sind neben anderen auch auf der 2005 erschienenen Live-DVD On the Road Again zu sehen. Daneben gibt es Aufnahmen von Melua während ihrer Tournee abseits der Bühne und bei den Aufnahmen zu ihren Musikvideos sowie Interviews mit ihren Begleitmusikern Jim Cregan, Henry Spinetti und anderen.

## On the Road Again
Neben der Special Bonus Edition veröffentlichte Melua zu Call Off the Search die Box On the Road Again mit zwei DVDs, die Melua bei verschiedenen Konzerten zeigen. Die erste DVD beinhaltet das gesamte Konzert in den Fairfield Halls, das schon in Ausschnitten in On Stage & Backstage zu sehen war. Als Zugabe gab Melua bei diesem Konzert den 1956 von Screamin’ Jay Hawkins komponierten und z. B. von Nina Simone und Creedence Clearwater Revival interpretierten Titel I Put a Spell on You und das Lied Anniversary Song. Während dieses Konzert mit professionellem Equipment aufgezeichnet wurde, ist das Konzert in der Royal Albert Hall auf der zweiten DVD von Studenten mit 100 Camcordern aufgenommen worden.
Neben diesen Aufnahmen enthält die zweite DVD noch Ausschnitte von Meluas Auftritt beim 46664-Konzert am 19. März 2005 im südafrikanischen George, bei dem auch Nelson Mandela, der Initiator dieser Konzertreihe zugunsten seiner AIDS-Stiftung, zugegen war. Dort sang Melua  – begleitet von Brian May und Roger Taylor von der Gruppe Queen –  den Titel Too Much Love Will Kill You.

## Titelverzeichnis
Im Folgenden sind die Titelverzeichnisse der ursprünglichen Version von Call Off the Search und der DVD der Special Bonus Edition angegeben.
| CD | Bonus-DVD |
| --- | --- |
| 1. Call Off the Search (Mike Batt) – 3:24 2. Crawling up a Hill (John Mayall) – 3:25 3. The Closest Thing to Crazy (Batt) – 4:12 4. My Aphrodisiac Is You (Batt) – 3:34 5. Learnin’ the Blues (Delores J. Silver) – 3:23 6. Blame It on the Moon (Batt) – 3:47 7. Belfast (Penguins and Cats) (Katie Melua) – 3:21 8. I Think It’s Going to Rain Today (Randy Newman) – 2:30 9. Mockingbird Song (Batt) – 3:06 10. Tiger in the Night (Batt) – 3:07 11. Faraway Voice (Melua) – 3:13 12. Lilac Wine (James Alan Shelton) – 4:12 | 1. On Stage & Backstage 1. Faraway Voice 2. I Put a Spell on You (Screamin’ Jay Hawkins) 3. The Closest Thing to Crazy 4. My Aphrodisiac Is You 5. I Think It’s Going to Rain Today 6. Belfast (Penguins and Cats) 7. Mockingbird Song 8. Crawling up a Hill 9. Call Off the Search 10. Anniversary Song (Steven M. Digman) 2. Extras 1. Making-of Call Off the Search 2. The Closest Thing to Crazy 3. Call Off the Search 4. Crawling up a Hill 5. Starting Out 2003 |

In den nichtkursiven Klammern sind die Namen der jeweiligen Komponisten angegeben.
Die CD zur Special Bonus Edition enthält neben den angegebenen Titeln noch den Kurzfilm Starting Out 2003. In Japan ist zudem eine Version von Call Off the Search erschienen, die einen weiteren Track mit dem Titel Deep Purple (Mitchell Parish, Peter DeRose) beinhaltet. Bei der Schallplattenversion befinden sich die Titel 1 bis 6 auf der A-Seite, die Titel 7 bis 12 auf der B-Seite.

## Kommerzieller Erfolg

### Chartplatzierungen

#### Album
| ChartsChartplatzierungen       | Höchstplatzierung | Wochen |
| ------------------------------ | ----------------- | ------ |
| Deutschland (GfK)              | 8 (111 Wo.)       | 111    |
| Schweiz (IFPI)                 | 29 (47 Wo.)       | 47     |
| Vereinigte Staaten (Billboard) | 161 (1 Wo.)       | 1      |
| Vereinigtes Königreich (OCC)   | 1 (100 Wo.)       | 100    |

| ChartsJahrescharts (2004)    | Platzierung |
| ---------------------------- | ----------- |
| Deutschland (GfK)            | 21          |
| Vereinigtes Königreich (OCC) | 5           |

| ChartsJahrescharts (2005)    | Platzierung |
| ---------------------------- | ----------- |
| Deutschland (GfK)            | 40          |
| Vereinigtes Königreich (OCC) | 94          |

#### Singles
| Jahr | Titel                      | Höchstplatzierung, Gesamtwochen, AuszeichnungChartplatzierungen (Jahr, Titel, , Platzierungen, Wochen, Auszeichnungen, Anmerkungen) | Höchstplatzierung, Gesamtwochen, AuszeichnungChartplatzierungen (Jahr, Titel, , Platzierungen, Wochen, Auszeichnungen, Anmerkungen) | Anmerkungen                                                |
| Jahr | Titel                      | DE | UK | Anmerkungen                                                |
| ---- | -------------------------- | --- | --- | ---------------------------------------------------------- |
| 2003 | The Closest Thing to Crazy | DE49 (10 Wo.)DE | UK10 Silber · (20 Wo.)UK | Erstveröffentlichung: 1. Dezember 2003 Verkäufe: + 207.500 |
| 2004 | Call Off the Search        | — | UK19 (4 Wo.)UK | Erstveröffentlichung: 15. März 2004                        |
| 2004 | Crawling Up a Hill         | — | UK46 (2 Wo.)UK | Erstveröffentlichung: 14. Juli 2004                        |

### Auszeichnungen für Musikverkäufe
Das Album verkaufte sich laut Schallplattenauszeichnungen über 2,7 Millionen Mal. Es verkaufte sich unter anderem über 400.000 Mal in Deutschland, womit es zu den meistverkauften Jazzalben des Landes zählt.
| Land/Region                  | Auszeichnungen für Musikverkäufe (Land/Region, Auszeichnung, Verkäufe) | Verkäufe    |
| ---------------------------- | ---------------------------------------------------------------------- | ----------- |
| Australien (ARIA)            | Platin                                                                 | 70.000      |
| Dänemark (IFPI)              | 3× Platin                                                              | 120.000     |
| Deutschland (BVMI)           | 2× Platin                                                              | 400.000     |
| Europa (IFPI)                | 2× Platin                                                              | (2.000.000) |
| Neuseeland (RMNZ)            | Platin                                                                 | 15.000      |
| Niederlande (NVPI)           | Platin                                                                 | 80.000      |
| Norwegen (IFPI)              | 3× Platin                                                              | 120.000     |
| Schweden (IFPI)              | Gold                                                                   | 20.000      |
| Schweiz (IFPI)               | Platin                                                                 | 30.000      |
| Südafrika (RISA)             | Platin                                                                 | 50.000      |
| Vereinigtes Königreich (BPI) | 6× Platin                                                              | 1.800.000   |
| Insgesamt                    | 1× Gold · 21× Platin ·                                                 | 2.705.000   |

### Allgemeine Quellen
1. CD Call Off the Search und Booklet dazu
2. Dokumentation On Stage & Backstage auf der Bonus-DVD zum Album
3. DVDs und Coverinformationen von On the Road Again
4. Informationen zu den Coverversionen von allmusic.com